# Filariozy
Filariozy – grupa przewlekłych chorób pasożytniczych kręgowców (prócz ryb), które wywołane są przez nicienie, filarie – m.in. Wuchereria bancrofti, Brugia malayi, Onchocerca volvulus i Mansonella ozzardi. Być może w patogenezie choroby odgrywają rolę także endosymbiotyczne pasożyty nicieni – bakterie Wolbachia. Filarioza u człowieka spotykana jest we wschodniej Afryce i Azji. Rejony endemiczne dla filarii zamieszkuje około 1,1 mld ludzi na terenie 76 krajów strefy tropikalnej.

## Wektory
Pasożyty są przenoszone przez wiele rodzajów muchówek (komary z rodzajów m.in. Culex i  Aedes, meszki).

## Podział
- filariozy limfatyczne – spowodowane przez Wuchereria bancrofti, Brugia malayi i Brugia timori
- filariozy skórne – spowodowane przez Onchocerca volvulus, Loa loa, Mansonella perstans, Mansonella ozzardi oraz Mansonella (Dipetalonema) streptocerca

## Objawy
Wczesny etap – zapalenie naczyń chłonnych, ból głowy, nudności i pokrzywka; następnie – uszkodzenie układu chłonnego – zapalenie, obrzęk węzłów chłonnych, słoniowacizna kończyn dolnych, górnych, wodniak jądra. Wiele przypadków ma przebieg bezobjawowy.

## Rozpoznanie
Grube rozmazy z krwi – badanie mikroskopowe, wykazując mikrofilarie i testy serologiczne.

## Leczenie
Lekiem z wyboru jest dietylokarbamazyna.
W 2003 zaproponowano zastosowanie doksycykliny w leczeniu słoniowacizny. Endosymbiotyczne bakterie z rodzaju Wolbachia są niezbędne do rozwoju larwalnego filarii. Przeprowadzone ostatnio badania kliniczne sugerują, że do leczenia filariozy wywołanej przez Wuchereria bancrofti można stosować antybiotyk doksycyklinę, który zabija te nicienie.